# David Schneider
David Schneider (Johannesburg, 17 maggio 1955) è un ex tennista sudafricano naturalizzato israeliano.

## Carriera
In carriera ha raggiunto due finali di doppio, al Johannesburg Indoor nel 1981, e al South Orange Open nello stesso anno, entrambi in coppia con Shlomo Glickstein. Nei tornei del Grande Slam ha ottenuto il suo miglior risultato raggiungendo il terzo turno nel doppio agli US Open nel 1979.
Con la squadra israeliana di Coppa Davis ha giocato un totale di 9 partite, ottenendo 4 vittorie e 5 sconfitte.

## Statistiche

### Doppio

#### Finali perse (2)
| Numero | Anno           | Torneo                            | Superficie  | Compagno          | Avversari in finale            | Punteggio     |
| 1.     | 13 aprile 1981 | Johannesburg Indoor, Johannesburg | Cemento     | Shlomo Glickstein | Bernard Mitton Raymond Moore   | 5-7, 6-3, 1-6 |
| 2.     | 2 agosto 1981  | South Orange Open, South Orange   | Terra rossa | Shlomo Glickstein | Fritz Buehning Andrew Pattison | 1-6, 4-6      |